# Orbiraja
Orbiraja – rodzaj ryb chrzęstnoszkieletowych z rodziny rajowatych (Rajidae).

## Rozmieszczenie geograficzne
Do rodzaju należą gatunki występujące w wodach północno-zachodniego i północnego Oceanu Indyjskiego oraz zachodniego Oceanu Spokojnego.

## Morfologia
Długość ciała do 53,3 cm.

## Systematyka
Rodzaj zdefiniował w 2016 roku międzynarodowy zespół ichtiologów (Australijczyk Peter R. Last, Niemiec Simon Weigmann i Filipińczyk Don Dumale) w artykule poświęconym opisowi nowego rodzaju rai z wód zachodniego Oceanu Spokojnego, opublikowanym w czasopiśmie „Zootaxa”. Gatunkiem typowym jest (oryginalne oznaczenie (także monotypowe)) O. jensenae.

### Etymologia
Orbiraja: łac. orbis ‘pierścień, okrąg’; raia ‘raja, płaszczka’.

### Podział systematyczny
Do rodzaju należą następujące gatunki:
- Orbiraja jensenae (Last & Lim, 2010)
- Orbiraja philipi (Lloyd, 1906)
- Orbiraja powelli (Alcock, 1898)